# Ван дер Пост, Лоренс
Лоренс Ян ван дер Пост (англ. и африк. Laurens Jan van der Post; 13 декабря 1906 — 16 декабря 1996) — южноафриканский писатель, фермер, политический деятель в британском правительстве, близкий друг принца Чарльза, крёстный принца Уильяма, педагог, журналист, философ и исследователь.

## Ранние годы
Ван-дер-Пост родился 13 декабря 1906 года в маленьком городке Филипполис. Его отец, Кристиан Хендрик Виллем Ван дер Пост (1856—1914), голландского происхождения, прибыл в Южную Африку в возрасте трёх лет, а позже женился на матери Лоренса в 1889 году. Мать — Ламми, немецкого происхождения. В семье было 15 детей, Лоренс был тринадцатым по счёту в семье. Кристиан был юристом и политиком.
Детские годы Лоренс провёл на семейной ферме, где приобрёл вкус к чтению благодаря обширной библиотеке отца, включавшей произведения Гомера и Шекспира. Отец умер в августе 1914 года. В 1918 году ван дер Пост пошёл в школу Грей-колледж (государственную школу для мальчиков, одну из элитных, престижных школ, ориентированных на британское образование) в городе Блумфонтейн Он писал, что в школе испытал сильный шок, так как там «меня учили тому, что разрушало чувство общечеловеческого единства, которое я испытывал по отношению к чёрным людям». В 1925 году он поступил на свою первую работу — репортёр-стажёр в ежедневной газете «The Natal Advertiser» в Дурбане, где его репортажи касались, среди прочего, его собственных достижений в хоккее на траве (он играл за команды Дурбана и провинции Натал).
В 1926 году он с двумя другими писателями-бунтарями — Роем Кемпбеллом и Уильямом Пломером издавал сатирический журнал Voorslag («Удар хлыста»), который выступал за бо́льшую расовую интеграцию в Южной Африке. Вышло 3 номера прежде, чем журнал был закрыт за пропаганду радикальных взглядов. В том же году он вдвоём с Пломером сорвался на три месяца и совершил путешествие из Дурбана в Токио и обратно на японском грузовом пароходе «Canada Maru». Они прибыли в Японию в октябре 1926 года и ван дер Пост пробыл там две недели (Пломер задержался дольше). Путешествие оплатила осакская компания, которой принадлежал пароход, в благодарность ван дер Посту за помощь, оказанную им двум японским журналистам, подвергшимся расистским нападкам в Претории. Это путешествие позже было описано в книгах обоих авторов.
В 1927 году Пост встретил Марджори Эдит Вендт (Marjorie Edith Wendt; ? — 1995), дочь основателя и дирижёра Оркестра Кейптауна. Они отправились в путешествие в Англию и 8 марта 1928 года поженились в Бридпорте (графство Дорсет). 26 декабря у них родился сын Ян Лоренс (Jan Laurens, позже известный как John). В 1929 году Пост вернулся в Южную Африку и работал в кейптаунской газете «Cape Times». В это время он писал в дневнике: «Я и Маржори живём в самой ужасной нищете, какую только можно вообразить». Он присоединился к кругу богемы и интеллектуалов, находившихся в оппозиции к премьер-министру Джеймсу Герцогу и политике белой Южной Африки. В статье под названием «Южная Африка в плавильном котле», проясняющей его взгляды на южноафриканскую расовую проблему, он писал:

«Белый южноафриканец никогда не допускал мысли, что туземец может стать ему равным». Но Пост прогнозировал, что «процесс выравнивания и перемешивания должен непрерывно ускоряться… будущее цивилизации Южной Африки, я уверен, не чёрное и не белое, но коричневое».
В 1931 году он вернулся в Англию и сошёлся с членами группы Блумсбери — Артуром Уэйли, Дж. М. Кейнсом, Э. М. Форстером и Вирджинией Вулф. Вирджиния и её муж Леонард Вулф прежде уже издавали работы Уильяма Пломера и благодаря ему ван дер Пост был представлен Вулфам и вошёл в группу Блумсбери.
В 1934 году Вулфы опубликовали в издательстве Hogarth Press первую работу ван дер Поста. Она называлась «В провинции» («In a Province») и повествовала о трагических последствиях расового и идеологического разделения Южной Африки. В этом же году он решил стать фермером, завести молочное хозяйство и, возможно, с помощью Лилиан Боуз-Лайон (1895—1949) — своей будущей соседки по фермерским владениям и двоюродной сестре будущей королевы-матери — купил ферму под названием Colley Farm (Ферма колли) недалеко от городка Тетбери (графство Глостершир). Он делил своё время между нуждами коров и поездками в Лондон при каждом удобном случае, работая корреспондентом южноафриканских газет. Он рассматривал это время как бесцельный период его жизни, отражавший общее состояние Европы, медленно сползавшей к войне. В 1936 году он пять раз ездил в Южную Африку и во время одной из поездок встретил и полюбил Ингарет Гиффард (Ingaret Giffard, ум. 1997), английскую актрису и писательницу, которая была старше его на пять лет. В этом же году его жена Марджори родила второго ребёнка, дочь Люсию. В 1938 году он отправил семью в Южную Африку. Он разрывался между Англией и Южной Африкой, своей новой любовью и своей семьёй, когда в 1939 году началась Вторая Мировая война. Его карьера зашла в тупик, он был в депрессии и много пил.

## Годы войны
В мае 1940 года ван дер Пост вступил добровольцем в Британскую армию и после окончания офицерских курсов в январе 1941 года был направлен в Восточную Африку на службу разведке в чине капитана. Он вступил в отряд «Сила Гедеона» генерала Уингейта, выполнявшего задание восстановить императора Хайле Селассие на абиссинском троне. Его подразделение провело 11 тысяч верблюдов через труднодоступную горную местность, а сам он превосходно ухаживал за животными. В марте он слёг с малярией и был отправлен в Палестину на лечение.
В начале 1942 года, когда японская армия захватила Юго-Восточную Азию, ван дер Пост был переведён в войска Союзников в Голландской Ост-Индии (ныне Индонезия) благодаря своему знанию голландского языка. По его собственному утверждению, ему был дан приказ об исполнении Особой миссии 43, задачей которой была организовать секретную эвакуацию возможно большего количества личного состава союзных войск после сдачи острова Ява.
20 апреля 1942 года он сдался японцам. Его отправили в лагерь военнопленных сначала в Сукабуми, затем в Бандунге. Ван дер Пост прославился своей деятельностью по поднятию духа заключенных многих национальностей. Вместе с другими заключенными он организовал «лагерный университет» с различными курсами (начиная от элементарной грамотности до курса древней истории уровня учёной степени). Также он организовал в лагере ферму для возможности дополнения скудного рациона необходимыми продуктами питания. Он немного говорил по-японски, что весьма ему помогло. Однажды, находясь в подавленном настроении, он написал в дневнике: «Одно из самых тяжелых обстоятельств в этой тюрьме — напряжение постоянно жить под властью людей, лишь наполовину находящихся в здравом уме, живущих в сумерках разума и человечности». О своем лагерном опыте он написал в книгах «Решётка тени» («A Bar of Shadow», 1954), «Семя и сеятель» («The Seed and the Sower», 1963) и «Ночь новолуния» («The Night of the New Moon», 1970). Японский режиссёр Нагиса Осима в 1982 году на основе последних двух книг снял фильм «Счастливого Рождества, мистер Лоуренс».
После капитуляции Японии, когда освобождённые военнопленные вернулись на родину, ван дер Пост предпочёл остаться на Яве и 15 сентября 1945 года присоединился к адмиралу Уильяму Паттерсону на подписании условий передачи британским силам, представляющим союзные войска, контроля над островом Ява на крейсере «Камберленд».
После этого ван дер Пост в течение двух лет выступал в качестве посредника между индонезийскими националистами и членами Голландского колониального правительства. Он завоевал доверие националистических лидеров (таких как Мохаммад Хатта и Сукарно) и предупреждал как британского премьер-министра Клемента Эттли, так и верховного главнокомандующего в Юго-Восточной Азии адмирала лорда Луиса Маунтбеттена, с которым он встречался в Лондоне в октябре 1945 года, что страна находится на грани взрыва. Ван дер Пост отправился в Гаагу, чтобы повторить своё предупреждение непосредственно голландскому кабинету. В ноябре 1946 года британские войска покинули Яву, и ван дер Пост стал военным атташе британского консульства в Батавии. В 1947 году, после того, как он вернулся в Англию, началась индонезийская революция. События этих послевоенных лет на Яве он описал в книге воспоминаний «Дитя адмирала» («The Admiral’s Baby», 1996).

## Восхождение к славе
По окончании войны и завершении своих отношений с армией в конце 1947 года ван дер Пост вернулся в Южную Африку и работал в газете «Natal Daily News». Однако из-за победы на выборах Национальной партии и наступления апартеида уехал в Лондон. Позже он выступил с критикой апартеида в работе «Тёмный глаз в Африке» («The Dark Eye in Africa», 1955), основываясь в своем понимании на растущем интересе к психологии. В мае 1949 года он получил задание от британской Колониальной корпорации развития «оценить потенциал развития животноводства на ненаселённых плато Ньясаленда». Поддерживал, в том числе финансово оппозиционную режиму апартеида Либеральную партию Южной Африки, созданную Аланом Пэйтоном.
Примерно в это же время он развёлся с Марджори и в октябре 1949 года женился на Ингарет. До свадьбы он был помолвлен с семнадцатилетней Флёр Колер-Бейкер, дочерью известного фермера и бизнесмена. Они встретились на корабле и после этого у них был непродолжительный, но яркий роман в письмах. Флёр была шокирована, когда Пост разорвал с ней отношения. Ван дер Пост и Ингарет отправились в свадебное путешествие в Швейцарию, где его новая жена представила его Карлу Юнгу. Юнг оказал на него бо́льшее влияние, чем кто-либо другой, и Пост позже утверждал, что никогда не встречал фигуры, подобной Юнгу. Он продолжал работу над книгой путешествий о своих приключениях в Ньясаленде под названием «Venture to the Interior», которая вышла в 1952 году и немедленно стала бестселлером в США и Европе.
В 1950 году лорд Рит — тогдашний глава Колониальной корпорации развития — предложил ван дер Посту возглавить экспедицию в Бечуаналенд, чтобы выяснить, возможно ли организовать скотоводческие фермерские хозяйства в отдалённых частях пустыни Калахари. Там Пост впервые встретился с народом охотников и собирателей пустыни, известных под именем Сан (бушмены). В 1952 году он повторил путешествие в Калахари. В 1953 году вышла его третья книга «Лицо у костра» («The Face Beside the Fire») — полуавтобиографическая повесть о художнике в состоянии психологического кризиса в поиске своей собственной и родной души. В этой книге явно заметно влияние Юнга на образ мыслей писателя.
«Перо фламинго» («Flamingo Feather», 1955) — антикоммунистическая повесть под маской шпионских приключений о захвате Южной Африки Советским Союзом. Альфред Хичкок планировал экранизировать книгу, но не найдя поддержки у властей Южной Африки, оставил эту идею. Издательство Penguin Books издавало эту книгу до распада СССР.
В 1955 году «Би-Би-Си» предложила ван дер Посту вернуться в Калахари для поиска бушменов. Впечатления от этого путешествия легли в основу широко известного телевизионного документального сериала из шести частей, вышедшего в 1956 году. А в 1958-м под тем же названием, что и сериал, вышла самая знаменитая книга ван дер Поста — «Потерянный мир Калахари» («The Lost World of the Kalahari»), а затем, в 1961-м, — «Сердце охотника» («The Heart of the Hunter»), основанная на бушменских историях, записанных в XIX веке немецким исследователем африканских языков Вильгельмом Бликом.
Ван дер Пост описывал бушменов как изначальных аборигенов Юга Африки, гонимых и преследуемых представителями всех других рас и народов. По его мнению, они сохранили в себе «утраченную душу» всего человечества, воплощая миф о «благородных дикарях» — людях, сохранивших природную чистоту, не испорченных цивилизованной безнравственностью и бездуховностью. Этот миф вдохновил колониальное правительство на создание в 1961 году национального охотничьего заповедника в Центральной Калахари, чтобы обеспечить бушменам естественный уклад жизни, и статус заповедника стал частью законодательства, когда в 1966 году создавалось государство Ботсвана.

## Последние годы
Ван дер Пост обрёл несомненную славу и успех. Он стал уважаемой телевизионной персоной, познакомил мир с бушменами Калахари и считался авторитетом в области бушменского фольклора и культуры. «Меня толкнуло к бушменам, — говорил он, — как человека, который ходит во сне, послушного мечте найти во тьме то, в чём отказывает ему ясный день». В следующие пятнадцать лет шёл постоянный поток публикаций, в том числе вышли две книги, основанные на его военном опыте, книга путевых заметок «Путешествие в глубь России» («A Journey into Russia», 1964), описавшая его длинную поездку по Советскому Союзу, и две повести о приключениях на краю пустыни Калахари: «История, подобная ветру» («A Story Like the Wind», 1972) и её продолжение — «Отдаленный край» («A Far-Off Place», 1974). Эти две книги повествовали о четырёх молодых людях, двое из которых принадлежат племени сан, оказавшихся включенными в бурные события на границе Родезии в 1970-х годах. Эти повести стали популярными как классное чтение в средней школе. В 1972 году вышла ещё одна серия телевизионных передач на «Би-Би-Си» о 16-летней дружбе Поста с Юнгом, умершим в 1961 году. Затем была книга «Юнг и история нашего времени» («Jung and the Story of our Time», 1976).
Они с Ингарет переехали в Олдборо (графство Саффолк), где оказались вовлечены в круг друзей, через которых они были представлены принцу Чарльзу, которого Пост позже взял с собой на сафари в Кению в 1977 году и с которым его до конца жизни связывала близкая дружба. В 1977 году вместе с Яном Плейером, южноафриканским защитником дикой природы, он провёл 1-й Конгресс дикой природы в Йоханнесбурге. В 1979 году его соседка по Челси Маргарет Тэтчер стала Премьер-министром; она пользовалась его советами по вопросам, связанным с Южной Африкой, в особенности по урегулированию в Родезии в 1979—80 годах. В 1981 году он был удостоен рыцарского звания.
В 1982 году он при падении повредил спину и использовал то время, когда не мог заниматься теннисом и лыжным спортом, для того, чтобы написать автобиографию, названную «Быть кем-то другим» («Yet Being Someone Other», 1982), где он рассказал о своей любви к морю и о путешествии в Японию с Пломером в 1926 году [свою привязанность к этой стране и её народу, не пострадавшую от опыта войны, он впервые исследовал в книге 1968 года «Портрет Японии» («Portrait of Japan»)]. К этому времени Ингарет постепенно впадала в деменцию, и ван дер Пост много времени проводил со старым другом Фрэнсис Барух. В 1984 году его сын Джон (который был инженером в Лондоне), умер, и ван дер Пост жил с младшей дочерью Люсией и её семьей.
Даже в преклонном возрасте сэр Лоренс ван дер Пост участвовал во многих проектах, от Всемирного движения в защиту дикой природы до основания Центра юнгианских исследований в Кейптауне. Он оставался увлекательным рассказчиком. «Прогулка с белым бушменом» («A Walk with a White Bushman», 1986), запись серии интервью, даёт представление о том, каким замечательным собеседником он был. В 1996 году он попытался предотвратить выселение бушменов с их исконных земель в заповеднике в Центральной Калахари, который был устроен специально для них, но по иронии судьбы именно его работа 1950-х годов по стимулированию фермерских скотоводческих хозяйств на этих территориях привела к теперешнему выселению бушменов. В октябре 1996 года он опубликовал книгу «Дитя адмирала» («The Admiral’s Baby»), описывающую события на Яве в конце войны. На празднование своего девяностолетия, длившееся пять дней, он пригласил друзей из всех периодов своей жизни. Несколько дней спустя, 16 декабря, прошептав на африкаанс «die sterre» (звезды), он умер. Похороны прошли в Лондоне 20 декабря, на них присутствовали вождь зулу Мангосуту Бутелези, принц Чарльз, леди Тэтчер, множество друзей и члены семьи. Его прах похоронен в специальном мемориальном саду в Филипполисе 4 апреля 1998 года. Ингарет умерла позже мужа на пять месяцев — 5 мая 1997 года.

## Посмертные дискуссии
После смерти Лоренса ван дер Поста ряд писателей задавались вопросом о точности его утверждений относительно событий и фактов его жизни. Обнаружилось, что в 1952 году он стал отцом ребёнка 14-летней девочки, которая была у него под присмотром во время морского путешествия в Англию из Южной Африки. Его репутация «мудреца» и «гуру» оказалась под вопросом, и журналисты наперебой начали приводить примеры того, как ван дер Пост порой приукрашивал истину в своих воспоминаниях и книгах путешествий. Эти и другие факты были собраны в опусе Дж. Д. Ф. Джонса «Рассказчик. Множество жизней Лоренса ван дер Поста» («Storyteller: The Many Lives of Laurens van der Post», 2001) — авторизованной и во многом враждебно окрашенной биографии. Кристофер Букер — биограф Оксфордского Национального словаря биографий ODNB и друг Поста — опубликовал опровержение, после которого Джонс представил своё контр-опровержение. Если такие разоблачения и поставили под сомнение полную достоверность автобиографических книг ван дер Поста, которые иногда рассматривались как вдохновляющее подтверждение идей Юнга о смыслах и предрассудках в нашей жизни, но чье воздействие зависело от честности автора, то они никак не затронули годы, проведенные ван дер Постом в японском плену и две великолепные книги, основанные на этом опыте и также его работу по защите дикой природы и жизни бушменов.